# 1856
Промислова революція •  Національно-визвольні рухи • Робітничий рух •  Російська імперія

## Геополітична ситуація
У Росії царює імператор Олександр II (до 1881). Російській імперії належить більша частина України, значна частина Польщі, Грузія, Закавказзя, Фінляндія, Аляска. Україну розділено між двома державами — Королівство Галичини та Володимирії належить Австрії, Правобережжя, Лівобережжя та Крим — Російській імперії.
В Османській імперії править султан Абдул-Меджид I (до 1861). Під владою османів перебувають Близький Схід та Єгипет, Середземноморське узбережжя Північної Африки, Болгарія. Васалами османів є Сербія та Боснія, Волощина та Молдова.
В Австрійській імперії править Франц-Йосиф I (до 1916). Імперія охоплює, крім власне австрійських земель, Угорщину з Хорватією, Трансильванію, Богемію, Північну Італію. Король Пруссії — Фрідріх-Вільгельм IV (до 1861). Королівство Баварія очолює Максиміліан II (до 1864). Австрія, Пруссія, Баварія та інші німецькомовні держави об'єднані в Німецький союз.
У Франції править Наполеон III Бонапарт (до 1870). Франція має колонії в Алжирі, Карибському басейні, Південній Америці та Індії. На троні Іспанії сидить Ізабелла II (до 1868). Королівству Іспанія належать частина островів Карибського басейну, Філіппіни. У Португалії править Педру V (до 1861). Португалія має володіння в Африці, Індії, Індійському океані й Індонезії.
У Великій Британії триває Вікторіанська епоха — править королева Вікторія (до 1901). Британія має колонії в Північній Америці, на Карибах та в Індії. Королівство Нідерланди очолює Віллем III (до 1890). Король Данії та Норвегії — Фредерік VII (до 1863), на шведському троні сидить Оскар I (до 1859). Італія розділена між Австрією та Королівством Обох Сицилій. Існує Папська держава з центром у Римі.
Бразильську імперію очолює Педру II (до 1889). Посаду президента США займає Франклін Пірс. Територія на півночі північноамериканського континенту, Провінції Канади, належить Великій Британії, територія на півдні континенту — Мексиці.
В Ірані при владі Каджари. Британська Ост-Індійська компанія утримує контроль над Індостаном. У Бірмі править династія Конбаун, у В'єтнамі — династія Нгуєн. У Китаї володарює Династія Цін, триває Тайпінське повстання. У Японії триває період Едо.

## Події

### В Україні
- Відбувся «Похід у Таврію за волею».
- У Львові засновано рільниче училище, яке виросло в аграрний університет.
- Побудовано Львівську цитадель.
- У Києві відкрився Другий міський театр.

### У світі
- 31 березня підписано Паризький мир, який закінчив Кримську війну.
- 16 квітня підписано Паризьку декларацію про морське право, яка заборонила каперство.
- 9 липня Наталь став британською коронною колонією.
- 14 липня генерал Леопольдо О'Доннелл захопив владу в Іспанії.
- 8 жовтня почалася Друга опіумна війна.
- 13 жовтня Вільям Вокер захопив контроль над Нікарагуа.
- 1 листопада почалася Англо-перська війна.
- 4 листопада демократ Джеймс Б'юкенен виграв президентські вибори в США.
- 9 грудня англійці захопили Бушир.

### В суспільстві
- У Португалії прокладена перша залізнична лінія Лісабон — Карегадо.
- В Алабамі засновано Обернський університет.
- Засновано Університет Меріленду (Коледж-Парк).
- Засновано харчову компанію General Mills.
- Відкрився Сайменський канал у Фінляндії.
- Випущено марку Британська Гвіана — найрідкіснішу в світі.
- Принц Монако дав дозвіл на відкриття казино в Монте-Карло.

### У науці
- Вільям Томсон відкрив магнітоопір.
- Анрі Дарсі сформулював закон течії рідин, названий його іменем.
- Вільям Перкін синтезував перший штучний барвник мовеїн.
- В Індії проведено Велике тригонометричне дослідження.
- У долині Неандерталь у Пруссії знайдено людиноподібні залишки.

### У мистецтві
- Гюстав Флобер надрукував місячними випусками роман «Мадам Боварі».
- Герман Мелвілл видав збірку «Оповідання на веранді».
- Ріхард Вагнер закінчив партитуру опери «Валкірія».
- У Лондоні засновано Національну портретну галерею.

## Народились
Див. також Категорія:Народились 1856
- 19 лютого — Сванте Арреніус, шведський фізіохімік.
- 24 квітня — Анрі Філіпп Петен, французький військовий і політичний діяч, маршал.
- 7 березня — Порфирій Денисович Мартинович, український живописець, графік, фольклорист і етнограф.
- 6 травня — Роберт Едвін Пірі, американський полярний дослідник; першим досягнув Північного полюса (1909).
- 15 травня — Френк Баум, американський письменник.
- 14 червня — Марков Андрій Андрійович, російський математик.
- 22 червня — Генрі Райдер Хаггард, англійський письменник.
- 10 липня — Нікола Тесла, американський фізик сербського походження.
- 22 липня — Асаї Тю, японський художник.
- 26 липня — Джордж Бернард Шоу, англійський драматург, лауреат Нобелівської премії з літератури.
- 6 серпня — Васнєцов Аполінарій Михайлович, маляр і графік, автор книг з теорії мистецтва, історії, археології (пом. 1933).
- 27 серпня — Іван Якович Франко, відомий український письменник, поет (пом. 1916).
- 28 грудня — Томас Вудро Вільсон, 28 Президент США (1913—1921).

## Померли
Див. також Категорія:Померли 1856